# Pluszeichen
| +                        | +                     |
| Mathematische Zeichen    | Mathematische Zeichen |
| Arithmetik               | Arithmetik            |
| ------------------------ | --------------------- |
| Pluszeichen              | +                     |
| Minuszeichen             | −, ⁒                  |
| Malzeichen               | ⋅, ×                  |
| Geteiltzeichen           | :, ÷, /               |
| Plusminuszeichen         | ±, ∓                  |
| Vergleichszeichen        | <, ≤, =, ≥, >         |
| Wurzelzeichen            | √                     |
| Prozentzeichen           | %                     |
| Analysis                 |                       |
| Summenzeichen            | Σ                     |
| Produktzeichen           | Π                     |
| Differenzzeichen, Nabla  | ∆, ∇                  |
| Prime                    | ′                     |
| Partielles Differential  | ∂                     |
| Integralzeichen          | ∫                     |
| Verkettungszeichen       | ∘                     |
| Unendlichzeichen         | ∞                     |
| Geometrie                |                       |
| Winkelzeichen            | ∠, ∡, ∢, ∟            |
| Senkrecht, Parallel      | ⊥, ∥                  |
| Dreieck, Viereck         | △, □                  |
| Durchmesserzeichen       | ⌀                     |
| Mengenlehre              |                       |
| Vereinigung, Schnitt     | ∪, ∩                  |
| Differenz, Komplement    | ∖, ∁                  |
| Elementzeichen           | ∈                     |
| Teilmenge, Obermenge     | ⊂, ⊆, ⊇, ⊃            |
| Leere Menge              | ∅                     |
| Logik                    |                       |
| Folgepfeil               | ⇒, ⇔, ⇐               |
| Allquantor               | ∀                     |
| Existenzquantor          | ∃                     |
| Konjunktion, Disjunktion | ∧, ∨                  |
| Negationszeichen         | ¬                     |

Das Pluszeichen (+) wird als mathematischer Operator für die Addition oder als Vorzeichen für positive Zahlen oder Größen verwendet.

## Geschichte und Entstehung
Das Kreuz ist als Symbol seit der Steinzeit bekannt (etwa in Steinritzungen), aber meist nicht deutbar. Als Rechenzeichen ist es jüngeren Datums. Noch im 15. Jahrhundert war es üblich, die Wörter „plus“ und „minus“ auszuschreiben.
Das erste Pluszeichen im Druck erschien im Werk Mercantile Arithmetic oder Behende und hüpsche Rechenung auff allen Kauffmanschafft von Johannes Widmann, erschienen 1489 in Leipzig.

## Verwendung
Das Pluszeichen wird in folgenden Rollen verwendet:
- als mathematischer Operator, zumeist analog zur Verwendung in den Grundrechenarten, als Rechenart (binär) oder Vorzeichen (unär) für Zahlen, Vektoren, Matrizen und andere mathematische Objekte. Es wird auch als Operator für die Disjunktion (logische Summe) verwendet.
- ähnlich in Programmiersprachen, dort auch verdoppelt oder als Bestandteil anderer syntaktischer Elemente für weitere Funktionalitäten (z. B. in C++ der Inkrementoperator ++, der auch im Namen der Sprache selbst auftaucht, um sie als Nachfolger der Sprache C auszuweisen)
- in Texten vereinfacht für „und“, ähnlich wie „&“
- vereinfacht für gestorben, als Ersatz für ein auf Schreibmaschinen nicht verfügbares bzw. auf Computertastaturen nicht vorhandenes † (das Plus ähnelt einem griechischen Kreuz, das Kreuzzeichen einem lateinischen)
- römisch-katholische Geistliche setzten ein Kreuz in Form des Pluszeichens regelmäßig neben ihren Namen; Äbte, Bischöfe und Kardinäle vor denselben, z. B. „+ Max“ (für einen Bischof namens Max Mustermann)
- als Symbol für „gut“, „Zustimmung“, u. ä.
- in Rufnummer-Angaben als Platzhalter für die internationale Verkehrsausscheidungsziffer, da diese je nach Land und Telefongesellschaft unterschiedlich sein kann
- Das Pluszeichen als Symbol für eine positive elektrische Ladung oder den Pluspol ist abgeleitet von mathematischen Zeichen und geht auf den Mathematiker und Physiker Georg Christoph Lichtenberg zurück.
- Bei ordinalskalierten Merkmalen als Kennzeichnung einer Tendenz; wie etwa bei Schulnoten (2+ für „voll gut“, etwas besser als „gut“) oder bei Kletterskalen (6a+ für etwas schwieriger als 6a).

## Typografie und Aussehen

Das Pluszeichen in den Schriftarten Arial, Times New Roman, Cambria, Linux Libertine, Adobe Garamond, Andron Mega Corpus, Consolas und Breitkopf-Fraktur, in der zweiten Zeile kursiv in den gleichen Schriftarten, zusammen mit „x“/Null zur Markierung der x- bzw. Versalhöhe

Das typografisch korrekte Pluszeichen besteht aus zwei gleich großen Balken, die sich in ihrem Mittelpunkt rechtwinklig kreuzen und von denen einer parallel zur Grundlinie verläuft. Somit ähnelt es einem griechischen Kreuz, jedoch sind die Balken im Verhältnis zur Gesamtgröße des Zeichens in der Regel schmaler.

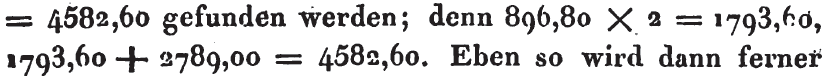
Rechenzeichen in einem Druck von 1834

In Druckschriften des 19. Jahrhunderts glich seine Breite üblicherweise der eines Geviertstrichs. Die Höhe des senkrechten Balkens variierte zwischen Versalhöhe und Gevierthöhe. Somit war (im Gegensatz zu heutigen Formen) der senkrechte Balken häufig etwas kürzer als der waagerechte.
In heutigen Schriftarten ist die Breite des Pluszeichens in der Regel auf das Aussehen der Dezimalziffern abgestimmt. Somit ähnelt seine Breite zumeist der der Ziffer Null. Der senkrechte Balken ist immer gleich lang wie der waagerechte, somit ist die Höhe des Zeichens stets geringer als die Versalhöhe. Vertikal ist es zumeist geringfügig (etwa eine Balkenbreite) über der Grundlinie positioniert, berücksichtigt also nicht die x-Linie.
Wie alle gängigen Rechenzeichen ist es unabhängig vom Stil der Schriftart, in der es enthalten ist, stets serifenlos. In kursiver Darstellung erscheint der senkrechte Balken in vielen Schriftarten ohne Neigung (d. h. die Schriftauszeichnung wird insoweit nicht immer berücksichtigt).

### Grundlage für Form anderer Rechenzeichen
Die Gestaltung des Pluszeichen in einer Schriftart bestimmt in der Regel die Gestaltung weiterer Rechenzeichen.
- Das (typografische) Minuszeichen (−) ist in der Form (Länge, Strichstärke, ggf. Ausformung der Enden) identisch mit dem waagerechten Balken des Pluszeichens.
- Das Gleichheitszeichen (=) besteht aus zwei parallelen waagerechten Balken mit der gleichen Form wie der waagerechte Balken des Pluszeichens. Die Balken sind gegenüber der Mitte des Pluszeichens gleich weit nach oben bzw. nach unten versetzt.
- In vielen Schriftarten liegt der Mittelpunkt des Malkreuzes (×) genau so hoch wie der Mittelpunkt des Pluszeichens.

### Hebräisches Pluszeichen
Für die hebräische Schrift wurde eine abweichende Form des Pluszeichens konzipiert, dem der untere Teil des senkrechten Balkens fehlt, sodass seine Form nicht an ein (christliches) Kreuz erinnert. Es gibt seit dem 19. Jahrhundert eine (nicht durchgängig gebrauchte) Tradition im Judentum wie später an einzelnen israelischen Schulen, die Addition so zu symbolisieren. Es wird auch in Flugzeugen der El Al für die Steuerung der Sitzeinstellung verwendet. Die meisten Erwachsenen benutzen jedoch das internationale Pluszeichen. Der israelische Religionsgelehrte Adin Steinsaltz bezeichnete das hebräische Pluszeichen 1994 in einem Spiegel-Interview als „absurde Äußerlichkeit“.
Das Zeichen ist in Unicode als U+FB29 ﬩ hebrew letter alternative plus sign enthalten.

## Darstellung in Computersystemen

### Kodierung
Das Pluszeichen wird folgendermaßen definiert und kodiert:
| Zeichen | Unicode Position | Unicode Bezeichnung | Bezeichnung | HTML hexadezimal | HTML dezimal | HTML benannt | URL codiert | Unicode-Block    |
| ------- | ---------------- | ------------------- | ----------- | ---------------- | ------------ | ------------ | ----------- | ---------------- |
| +       | U+002B           | plus sign           | Pluszeichen |                  |              |              | %2B         | Basis-Lateinisch |

Der Block Mathematische Operatoren, in dem das typographische Minus codiert ist, enthält kein spezielles typographisches Plus.
In TeX/LaTeX wird es schlicht durch sein ASCII-Zeichen codiert.

### Varianten des Pluszeichens
| Zeichen | Unicode Position | Unicode Bezeichnung                 | Bezeichnung                              | Block                                | LaTeX        |
| ------- | ---------------- | ----------------------------------- | ---------------------------------------- | ------------------------------------ | ------------ |
| +       | U+002B           | plus sign                           | Pluszeichen                              | Basis-Lateinisch                     | +            |
| ˖       | U+02D6           | modifier letter plus sign           | Modifizierendes Pluszeichen              | Spacing Modifier Letters             |              |
| ◌̟       | U+031F           | combining plus sign below           | Kombinierendes Unter-Pluszeichen         | Kombinierende diakritische Zeichen   | \textsubplus |
| ⁤        | U+2064           | invisible plus sign                 | Unsichtbares Pluszeichen                 | Allgemeine Interpunktion             |              |
| ⁺       | U+207A           | superscript plus sign               | Hochgestelltes Pluszeichen               | Hoch- und tiefgestellte Zeichen      |              |
| ₊       | U+208A           | subscript plus sign                 | Tiefgestelltes Pluszeichen               | Hoch- und tiefgestellte Zeichen      |              |
| ➕︎ ➕️   | U+2795           | heavy plus sign                     | Fettes Pluszeichen (als Emoji verfügbar) | Dingbats                             |              |
| ⧺       | U+29FA           | double plus                         | Doppeltes Pluszeichen                    | Verschiedene mathematische Symbole-B |              |
| ⧻       | U+29FB           | triple plus                         | Dreifaches Pluszeichen                   | Verschiedene mathematische Symbole-B |              |
| ⧾       | U+29FE           | tiny                                | Tiny (Kombinatorische Spieltheorie)      | Verschiedene mathematische Symbole-B |              |
| ﬩       | U+FB29           | hebrew letter alternative plus sign | hebräisches alternatives Pluszeichen     | Alphabetische Präsentationsformen    |              |
| ﹢      | U+FE62           | small plus sign                     | Kleines Pluszeichen                      | Kleine Formvarianten                 |              |
| ＋      | U+FF0B           | fullwidth plus sign                 | Vollbreites Pluszeichen                  | Halbbreite und vollbreite Formen     |              |

### Ähnliche Zeichen
| Zeichen | Unicode Position | Unicode Bezeichnung                | Bezeichnung                                | Block                                                  | LaTeX               |
| ------- | ---------------- | ---------------------------------- | ------------------------------------------ | ------------------------------------------------------ | ------------------- |
| ᐩ       | U+1429           | canadian syllabics final plus      | (ein Zeichen der Cree-Schrift)             | Vereinheitlichte Silbenzeichen kanadischer Ureinwohner |                     |
| ⁜       | U+205C           | dotted cross                       | punktiertes Kreuz                          | Allgemeine Interpunktion                               |                     |
| ⊹       | U+22B9           | hermitian conjugate matrix         | hermitesch konjugierte Matrix              | Mathematische Operatoren                               |                     |
| ☩       | U+2629           | cross of jerusalem                 | Krückenkreuz (1)                           | Verschiedene Symbole                                   | \kreuz              |
| ✙       | U+2719           | outlined greek cross               | Umrandetes griechisches Kreuz              | Dingbats                                               | \PlusOutline        |
| ✚       | U+271A           | heavy greek cross                  | Fettes Griechisches Kreuz                  | Dingbats                                               | \Plus               |
| ✛       | U+271B           | open centre cross                  | Kreuz mit offener Mitte                    | Dingbats                                               |                     |
| ✜       | U+271C           | heavy open centre cross            | Fettes Kreuz mit offener Mitte             | Dingbats                                               | \PlusThinCenterOpen |
| ✢       | U+2722           | four teardrop-spoked asterisk      | Vierarmiger Tropfenstern (Tropfenkreuz)    | Dingbats                                               | \FourAsterisk       |
| ✣       | U+2723           | four balloon-spoked asterisk       | Vierarmiger Ballenstern (Ballenkreuz)      | Dingbats                                               | \JackStar           |
| ✤       | U+2724           | heavy four balloon-spoked asterisk | Fetter vierarmiger Ballenstern             | Dingbats                                               | \JackStarBold       |
| ✥       | U+2725           | four club-spoked asterisk          | Kleeblattkreuz                             | Dingbats                                               | \CrossClowerTips    |
| ⸭       | U+2E2D           | five dot mark                      | Fünf-Punkte-Marke                          | Zusätzliche Interpunktion                              | \fivedots           |
| ⼗      | U+2F17           | kangxi radical ten                 | Kangxi-Radikal 24 „zehn“                   | Kangxi-Radikale                                        |                     |
| 〸      | U+3038           | hangzhou numeral ten               | Suzhou-Nummernzeichen Zehn                 | CJK-Symbole und -Interpunktion                         |                     |
| 十      | U+5341           |                                    | (ein CJK-Zeichen)                          | Vereinheitlichte CJK-Ideogramme                        |                     |
| 𐤲       | U+10932          | lydian letter q                    | Lydischer Buchstabe Q                      | Lydisch                                                |                     |
| 𑁕       | U+11055          | brahmi number four                 | Brahmi-Ziffer Vier                         | Brahmi                                                 |                     |
| 𖡩       | U+16869          | bamum letter phase-b shet njaq     | (Historischer Buchstabe der Bamum-Schrift) | Bamum, Ergänzung                                       |                     |
| 𖦷       | U+169B7          | bamum letter phase-e ket           | (Historischer Buchstabe der Bamum-Schrift) | Bamum, Ergänzung                                       |                     |
| 🕂       | U+1F542          | cross pommee                       | Apfelkreuz                                 | Verschiedene piktografische Symbole                    |                     |
| 🜊       | U+1F70A          | alchemical symbol for vinegar      | Alchemistisches Symbol für Essig           | Alchemistische Symbole                                 |                     |

(1) Im Deutschen bezeichnet „Jerusalemkreuz“ ein anderes Symbol.

### Zeichen mit Pluszeichen als Bestandteil
| Zeichen | Unicode Position | Unicode Bezeichnung                    | Bezeichnung                                     | Block                                | LaTeX             |
| ------- | ---------------- | -------------------------------------- | ----------------------------------------------- | ------------------------------------ | ----------------- |
| ±       | U+00B1           | plus-minus sign                        | Plusminuszeichen                                | Lateinisch-1, Ergänzung              | \pm               |
| ∓       | U+2213           | minus-or-plus sign                     | Minuspluszeichen                                | Mathematische Operatoren             | \mp               |
| ∔       | U+2214           | dot plus                               | Pluszeichen mit Punkt                           | Mathematische Operatoren             | \dotplus          |
| ⊕       | U+2295           | circled plus sign                      | Eingekreistes Pluszeichen                       | Mathematische Operatoren             | \oplus, \varoplus |
| ⊞       | U+229E           | squared plus sign                      | Eingerahmtes Pluszeichen                        | Mathematische Operatoren             | \boxplus          |
| ⟴       | U+27F4           | right arrow with circled plus          | Pfeil nach rechts mit eingekreistem Pluszeichen | Zusätzliche Pfeile-A                 |                   |
| ⤽       | U+293D           | top arc anticlockwise arrow with plus  | Hochbogenpfeil nach links über Pluszeichen      | Zusätzliche Pfeile-B                 |                   |
| ⥅       | U+2945           | rightwards arrow with plus below       | Pfeil nach rechts über Pluszeichen              | Zusätzliche Pfeile-B                 |                   |
| ⥆       | U+2946           | leftwards arrow with plus below        | Pfeil nach links über Pluszeichen               | Zusätzliche Pfeile-B                 |                   |
| ⨁       | U+2A01           | n-ary circled plus operator            | N-stelliges eingekreistes Pluszeichen           | Zusätzliche Mathematische Operatoren | \bigoplus         |
| ⨄       | U+2A04           | n-ary union operator with plus         | N-stelliges Vereinigungszeichen mit Pluszeichen | Zusätzliche Mathematische Operatoren | \bigcupplus       |
| ⨢       | U+2A22           | plus sign with small circle above      | Pluszeichen mit übergesetztem Ring              | Zusätzliche Mathematische Operatoren | \circplus         |
| ⨣       | U+2A23           | plus sign with circumflex accent above | Pluszeichen mit übergesetztem Zirkumflex        | Zusätzliche Mathematische Operatoren |                   |
| ⨤       | U+2A24           | plus sign with tilde above             | Pluszeichen mit übergesetzter Tilde             | Zusätzliche Mathematische Operatoren |                   |
| ⨥       | U+2A25           | plus sign with dot below               | Pluszeichen mit untergesetztem Punkt            | Zusätzliche Mathematische Operatoren |                   |
| ⨦       | U+2A26           | plus sign with tilde below             | Pluszeichen mit untergesetzter Tilde            | Zusätzliche Mathematische Operatoren |                   |
| ⨧       | U+2A27           | plus sign with subscript two           | Pluszeichen mit tiefgestellter Ziffer Zwei      | Zusätzliche Mathematische Operatoren |                   |
| ⨨       | U+2A28           | plus sign with black triangle          | Pluszeichen mit schwarzem Dreieck               | Zusätzliche Mathematische Operatoren |                   |
| ⨭       | U+2A2D           | plus sign in left half circle          | Pluszeichen in linksseitigem Halbkreis          | Zusätzliche Mathematische Operatoren |                   |
| ⨮       | U+2A2E           | plus sign in right half circle         | Pluszeichen in rechtsseitigem Halbkreis         | Zusätzliche Mathematische Operatoren |                   |
| ⨹       | U+2A39           | plus sign in triangle                  | Pluszeichen im Dreieck                          | Zusätzliche Mathematische Operatoren |                   |
| ⩱       | U+2A71           | equals sign above plus sign            | Gleichheitszeichen über Pluszeichen             | Zusätzliche Mathematische Operatoren |                   |
| ⩲       | U+2A72           | plus sign above equals sign            | Pluszeichen über Gleichheitszeichen             | Zusätzliche Mathematische Operatoren |                   |
| ⪿       | U+2ABF           | subset with plus sign below            | Teilmenge über Pluszeichen                      | Zusätzliche Mathematische Operatoren |                   |
| ⫀       | U+2AC0           | superset with plus sign below          | Obermenge über Pluszeichen                      | Zusätzliche Mathematische Operatoren |                   |
| ⬲       | U+2B32           | left arrow with circled plus           | Pfeil nach links mit eingekreistem Pluszeichen  | Verschiedene Symbole und Pfeile      |                   |

Ein pluszeichenähnliches Kreuz als Bestandteil enthalten auch alchemistisch-astronomische Symbole wie ♁ „Erde (Planet), Kirche (Kartenzeichen), Antimon“ (U+2641 earth), ♀ „weiblich, Venus, Kupfer“ (U+2640 female sign), ☿ „Merkur, Quecksilber“ (U+263F mercury) – siehe Astronomische Symbole, Planetenmetalle – und etliche andere mehr.